# Pest vármegyei 13. sz. országgyűlési egyéni választókerület
A Pest vármegyei 13. sz. országgyűlési egyéni választókerület egyike annak a 106 választókerületnek, amelyre a 2011. évi CCIII. törvény Magyarország területét felosztja, és amelyben a választópolgárok egy-egy országgyűlési képviselőt választhatnak. A választókerület nevének szabványos rövidítése: Pest 13. OEVK. Székhelye: Dabas

## Területe
A választókerület az alábbi településeket foglalja magába:
1. Albertirsa
2. Ceglédbercel
3. Csévharaszt
4. Dabas
5. Dánszentmiklós
6. Hernád
7. Inárcs
8. Kakucs
9. Mikebuda
10. Nyáregyháza
11. Örkény
12. Pilis
13. Pusztavacs
14. Táborfalva
15. Tatárszentgyörgy
16. Újhartyán
17. Újlengyel
18. Vasad